# 1462

## Události
- začala občanská válka v Katalánsku (1462–1472)
- Basilejská kompaktáta jsou neuznána papežem
- Jiří z Poděbrad a Kazimír IV. Jagellonský uzavřeli v Hlohově dohodu namířenou proti Turkům.

### Probíhající události
- 1454–1466 – Třináctiletá válka
- 1455–1487 – Války růží

## Narození
Česko
- 17. ledna – Petr IV. z Rožmberka, český šlechtic, hejtman království českého († 9. října 1523)

Svět
- 1. února – Johannes Trithemius, německý opat a humanista († 1516)
- 27. června – Ludvík XII., francouzský král z dynastie Valois-Orleans († 1. ledna 1515)
- 16. září – Pietro Pomponazzi, italský filosof († 18. května 1525)
- ? – Piero di Cosimo toskánský renesanční malíř († 1521)

## Úmrtí
- 27. dubna – Vasilij II., středověký ruský panovník, velkokníže moskevský (* 10. března 1415)
- 28. dubna – Oldřich II. z Rožmberka, český šlechtic a politik (* 13. ledna 1403)
- 14. listopadu – Anna Habsburská, lucemburská vévodkyně a durynská lankraběnka (* 12. dubna 1432)
- ? – Taj Ťin, čínský malíř (* 1388)
- ? – Čchen Sün, politik čínské říše Ming (* 1385)
- ? – Wang Č’, čínský politik říše Ming (* 1379)

## Hlavy států
- České království – Jiří z Poděbrad
- Svatá říše římská – Fridrich III.
- Papež – Pius II.
- Anglické království – Eduard IV.
- Dánsko – Kristián I. Dánský
- Francouzské království – Ludvík XI.
- Polské království – Kazimír IV. Jagellonský
- Uherské království – Matyáš Korvín
- Litevské knížectví – Kazimír IV. Jagellonský
- Chorvatské království – Matyáš Korvín
- Norsko – Kristián I. Dánský
- Portugalsko – Alfons V. Portugalský
- Švédsko – Kristián I. Dánský